# Лупья (деревня)
Лу́пья — деревня в Ленском районе Архангельской области. Входит в состав Сойгинского сельского поселения.

## География
Находится в юго-восточной части Архангельской области на расстоянии приблизительно 86 км на юго-запад по прямой от административного центра района села Яренск, на левобережье Вычегды у старицы в районе устья Верхней Лупьи.

## История
В 1859 году здесь (деревня Сольвычегодского уезда Вологодской губернии) было учтено 7 дворов.

## Население
Численность населения: 50 человек (1859 год), 3 в 2002 году, 3 в 2010.